# Средний Майдан (Черновицкая область)
Средний Майдан (укр. Середній Майдан) — село в Вижницкой городской общине Вижницкого района Черновицкой области Украины.
Население по переписи 2001 года составляло 193 человека. Телефонный код — 3730. Код КОАТУУ — 7320584503.

## История
В 1946 г. Указом ПВС УССР хутор Вильский Майдан переименован в Средний Майдан.